# Гертруда Барроуз Беннетт
Гертруда Мейбл Барроуз, у шлюбі Беннет (18 вересня 1884 – 2 лютого 1948), відома під псевдонімом Френсіс Стівенс — піонерка у жанрі фентезі та наукової фантастики, новаторка жіночого фентезі. Беннетт написала низку фентезі між 1917 і 1923 роками і її називають «жінкою, яка винайшла темне фентезі».
Серед її найвідоміших книг — «Затребувана» (яку Август Т. Свіфт у листі до The Argosy назвав «Одним із найдивніших і найпереконливіших науково-фантастичних романів, які ви коли-небудь читали») та роман про загублений світ «Цитадель страху».
Беннет також написала ранній роман-антиутопію «Голови Цербера» (1919).

## Життя
Гертруда Мейбл Барроуз народилася в Міннеаполісі в 1884 році в родині Чарльза та Керолайн Барроуз (до шлюбу Гетч). Її батько ветеран громадянської війни з Іллінойсу. Гертруда закінчила школу до восьмого класу, потім відвідувала вечірню школу в надії стати ілюстраторкою (цієї мети вона так і не досягла). Натомість почала працювати стенографісткою, і на цій роботі працювала то до кінця свого життя.
У 1909 році Берроуз одружилася зі Стюартом Беннетом, британським журналістом та дослідником, і переїхала до Філадельфії. Через рік її чоловік загинув під час тропічного шторму під час експедиції на пошуки скарбів. Маючи новонароджену доньку, Беннетт продовжувала працювати стенографісткою. Коли її батько загинув наприкінці Першої світової війни, Беннет взяла на себе піклування про матір з інвалідністю.
Практично вся творчість Беннет датується 1917—1920 роками, коли вона почала писати оповідання та романи, щоб прогодувати домашнє господарство. Вона перестала писати, коли в 1920 році померла її мати; один пізніший твір, опублікований у 1923 році, здається, був написаний у пізньому підлітковому віці та надісланий до Weird Tales, коли цей журнал тільки відкрився.
У середині 1920-х років Беннет віддала дочку на виховання друзям і переїхала до Каліфорнії. Через відчуження від дочки протягом кількох років дослідники вважали, що Беннетт померла в 1939 році — лист від 1939 року від її доньки було повернуто як такий, що неможливо було надіслати, і після цієї дати її донька не отримувала від Беннетт жодних повідомлень. Однак нове дослідження, в тому числі її свідоцтво про смерть, показує, що вона померла в 1948 році.

## Письменницька кар'єра
Гертруда Мейбл Барроуз написала перше оповідання у 17 років, науково-фантастичне «Дивний досвід Томаса Данбара». Вона надіслала історію до Argosy, тоді одного з найкращих пульп-журналів. Оповідання було прийнято та опубліковано в номері за березень 1904 року під підписом «GM Barrows». Хоча ініціали приховували її стать, це, здається, перший випадок, коли американська письменниця публікує наукову фантастику та використовує своє справжнє ім'я. Того ж місяця «Супутник молодості» опублікував її вірші.
Коли Беннетт почала піклуватися про матір, вона вирішила повернутися до художньої літератури як засобу підтримки своєї сім'ї. Першим оповіданням, яке вона завершила після повернення до письменницької діяльності, була повість «Кошмар», опублікована в All-Story Weekly в 1917 році. Історія розгортається на острові, відокремленому від решти світу, на якому еволюція пішла іншим шляхом. «Кошмар» нагадує «Землю, яку забув час» Едгара Райса Берроуза, опубліковану роком пізніше. Хоча Беннет подала «Кошмар» під своїм іменем, вона попросила використовувати псевдонім, якщо він буде опублікований. Редактор журналу вирішив не використовувати запропонований Беннет псевдонім (Джин Вейл), а натомість приписав історію Френсісу Стівенсу. Коли читачі позитивно відреагували на історію, Беннетт вирішила продовжувати писати під цим ім'ям.
Протягом наступних кількох років Беннетт написала низку оповідань і повістей. Наприклад, її новела «Острів друзів» (All-Story Weekly, 1918) розгортається у ХХІІ столітті, де правлять жінки. Інша історія — повість «Серапіон» (Argosy, 1920), про людину, одержиму надприродною істотою. Ця історія була опублікована в електронній книзі під назвою «Одержима: історія про демона Серапіона» разом із трьома іншими її історіями. Багато її оповідань зібрано в Кошмар та інші казки темного фентезі (University of Nebraska Press, 2004).
У 1918 році Беннетт опублікувала свій перший і, можливо, найкращий роман «Цитадель страху» (Argosy, 1918). Ця історія загубленого світу зосереджена на забутому ацтекському місті, яке «знову відкривають» під час Першої світової війни. Це був вступ до передрукованого видання роману 1952 року, який показав, що «Френсіс Стівенс» був псевдонімом Беннетт.
Через рік вона опублікувала єдиний науково-фантастичний роман «Голови Цербера» (The Thrill Book, 1919). Один із перших романів-антиутопій, книга містить «сірий пил зі срібної чашки», який переносить кожного, хто його вдихне, у тоталітарну Філадельфію 2118 року нашої ери.
Один із найвідоміших романів Беннетт «Затребувано!» (Argosy, 1920; перевидано 1966, 2004, 2018), у якому надприродний артефакт викликає стародавнього та могутнього бога до Нью-Джерсі початку ХХ століття. Август Т. Свіфт назвав роман «Одним із найдивніших і найпереконливіших науково-фантастичних романів, які ви коли-небудь читали».
Очевидно, The Thrill Book прийняв більше її оповідань, коли його скасували в жовтні 1919 року, лише через сім місяців після першого випуску. Вони ніколи не були опубліковані і були втрачені. Існує гіпотеза, що «Сонячний вогонь», який з'явився в Weird Tales у 1923 році, був однією з тих історій, які спочатку були прийняті Thrill Book; це було єдине «нове» оповідання, опубліковане Беннет після 1920 року, хоча воно майже напевне було написане у 1919 році чи раніше.

## Вплив
Вважається, що Беннетт «найкраще претендує на створення нового жанру темного фентезі». Кажуть, що твори Беннетт вплинули як на Говарда Лавкрафта, так і на Абрахама Меррітта, обидва з яких «наслідували попередній стиль і теми Беннетт». Казали, що Лавкрафт високо оцінив роботу Беннетт. Однак існують суперечки щодо того, чи це насправді сталося, і, схоже, похвала була результатом листів, помилково приписуваних Лавкрафту.
Що стосується Мерріт, то кілька десятиліть критики та читачі вважали, що «Френсіс Стівенс» — це його псевдонім. Ці чутки припинилися лише після перевидання «Цитаделі страху» у 1952 році, в якій Ллойд Артур Ешбах представив біографічну історію Беннетт.
Критик Сем Московіц сказав, що вона була «найвидатнішою жінкою-письменницею наукової фантастики в період між Мері Волстонкрафт Шеллі та Кетрін Мур».
Оскільки Беннетт була першою американкою, чиї фентезі та наукова фантастика були широко опубліковані, вона кваліфікується як новаторка жіночого фентезі.

### Романи
- Цитадель страху (1918; перевидано у Famous Fantastic Mysteries, лютий 1942, і в м'якій обкладинці в 1970, [NY: Paperback Library], 1984 [NY: Carroll & Graf], 2015 [Armchair Fiction])
- Лабіринт (опубліковано в All-Story Weekly 27 липня, 3 серпня та 10 серпня 1918 року; пізніше перевидано як роман у м'якій обкладинці)
- Голови Цербера 1-е книжкове видання. 1952, Тканина, також шкіряна підкладка, Редінг, Пенсільванія. Polaris Press (дочірня компанія Fantasy Fress, Inc.) ill. Рік Бінклі. Вступ Ллойда Артура Ешбаха (Thrill Book, 15 серпня 1919; перевидано як роман у м'якій обкладинці в 1952 та 1984; Дувр 2014; Сучасна бібліотека 2019)
- Авалон (передруковано в Argosy, 16 серпня — 6 вересня 1919; передруковано в Claimed! і Avalon, Black Dog Books, 2018)
- Заявлено (1920; перевидано у квітні 1941,[16] 1985, 1996, 2004, 2018) 192 стор., тканина та папір, Sense of Wonder Press, James A. Rock & Co., Publishers in trade м'яка обкладинка та тверда обкладинка.

### Оповідання та повісті
- «Цікавий досвід Томаса Данбара» (Argosy, березень 1904 р.; автор: Г. М. Барроуз)
- «Кошмар» (All-Story Weekly, 14 квітня 1917 р.)[17]
- «Острів друзів» (тижневик All-Story Weekly, 7 вересня 1918 р.; передруковано у Fantastic Novels, вересень 1950 р .; передруковано в Under the Moons of Mars, редагований Семом Московіцем, 1970 р.)
- «За завісою» (All-Story Weekly, 21 вересня 1918 р.; передруковано у Famous Fantastic Mysteries, січень 1940 р.)
- «Невидимий—Безстрашний» (People's Favorite Magazine, 10 лютого 1919 р.; передруковано в Horrors Unknown, під редакцією Сема Московіца, 1971 р.)
- «Ельф-пастка» (Argosy, 5 липня 1919; передруковано в Fantastic Novels Magazine, листопад 1949)[18]
- «Серапіон» (опубліковано в Argosy Weekly, 19 червня, 26 червня, 3 липня та 10 липня 1920 р.; передруковано в Famous Fantastic Mysteries, липень 1942 р.)
- «Сонячний вогонь» (1923; оригінал надруковано у двох частинах у Weird Tales, липень–серпень 1923, і Weird Tales, вересень 1923 ; також перевидано у м'якій палітурці у 1996 році Apex International)

### Збірки
- Одержимий: Розповідь про демона Серапіона (2002; містить повість «Серапіон» зі зміненою назвою та оповідання «За завісою», «Ельф-пастка» та «Невидимий-нестрашний»)
- Кошмар: та інші казки похмурого фентезі (University of Nebraska Press, 2004; містить усі відомі короткометражки Стівенса, крім «Цікавий досвід Томаса Данбара», тобто «Кошмар», «Лабіринт», «Острів друга», «За завісою», «Невидимі-нестрашні», «Ельф-пастка», «Серапіон» і «Сонячний вогонь»).